# 五帝座一
五帝座一是黃道星座獅子座的第二亮星（獅子座β星，Beta Leonis，β Leonis，縮寫為Beta Leo或β Leo）。然而，裸眼無從分辨是雙星的軒轅十二（獅子座γ）總星等比它亮。五帝座一是一顆A型主序星，質量比太陽多75%，光度是太陽的15倍。根據依巴谷天體測量衛星的視差測量，這顆恆星距離太陽大約36光年（11秒差距）。它的視星等為2.14，因此能以裸眼直接看見。五帝座一被懷疑是一顆盾牌座δ型變星，這意味著它的光度在幾個小時內有非常小的變化。

## 語源（命名法）
五帝座一的拉丁名稱 Beta Leonis，是依據拜耳命名法來的。在約翰·拜耳的《測天圖》（1603年），他指定星座中第二亮星五帝座一是β星。它也是佛蘭斯蒂德命名法的獅子座94（根據赤經的遞增而不是光度來排序）。之後，在不同的星表中，這顆恆星被以不同的名字登錄。
五帝座一的傳統名稱（Denebola）是從阿拉伯的片語翻譯成的短語Deneb Alased簡化而成，原本的意思就是獅子的尾巴；這顆恆星在獅子座中的位置就是代表著獅子尾巴（在天鵝座中的Deneb有著相同的名字來源。），在阿方索星曆表中，它被記錄為Denebalezeth。Richard A. Proctor在1871年的 北半球星圖上，將它命名為Deneb Aleet。在2016年，國際天文學聯合會組織了一個恆星名稱工作組（WGSN）對恆星的專有名稱進行編目和標準化。2016年7月WGSN第一次的公告包括核定的前兩批名稱表，其中包括五帝座一的名稱為英語：。現在它被列入了IAU的星名目錄。
15世紀的天文學家烏魯伯格將五的座一命名為Al Ṣarfah，意思為"改變者"（即天氣），作為這顆恆星的個別頭銜。11世紀的穆斯林學者兼博學家比魯尼（Al-Biruni）寫道："當它升起時熱度上升，當它消失時變得寒冷。"。
中國古代天文學家將其命名為星官五帝座五顆星中的第一顆，所以它的中文星名稱為五帝座一（Wǔdìzuò-yī）。
在印度教天文學中，五帝座一對應於黃道沿線的一個扇形區域，名為"Uttara Phalgun"（第二個紅色區域）。
五帝座一和牧夫座大角星與室女座角宿一組成星群春季大三角，並且還可以加上獵犬座的常陳一擴展成為春天大鑽石。

## 特性
五帝座一是一顆相對年輕的恆星，估計年齡不到4億年。以干涉測量觀測給出的半徑約為太陽的173%。然而，高旋轉速率導致赤道隆起成為扁球形的天體。它的質量比太陽高75%，這導致在主序星階段的整體光度更高，但壽命更短。
根據恆星的光譜，它的分類為A3Va，光度分類Va表示這是一顆特別明亮的矮星，一顆主序帶的恆星，通過其核心的氫核融合產生能量。五帝座一外包層的有效溫度約為8,500K，這導致這顆白色調的恆星在分類上是A型星。五帝座一的高投影自轉速度為128km/s，與非常快速旋轉的恆星水委一具有相同的數量級。相較之下，太陽在赤道的字轉速度只有2km/s。這顆恆星被認為是一顆盾牌座δ型變星，其光度在0.025星等的幅度內波動，每天大約變化10次。
五帝座一顯示出强烈的紅外過量，顯示出有一圈低溫塵埃的岩屑盤在圍繞著它的軌道上。五帝座一周圍的灰塵溫度約為120 K（−153 °C）。用赫歇爾太空望遠鏡進行的觀測提供了可分辨的影像，顯示該圓盤的半徑為距離恆星39天文單位，即地球到太陽距離的39倍。由於太陽系被認為是由這樣一個圓盤形成的，所以五帝座一和類似的恒星，如織女星和老人增四（繪架座β）都是可能的系外行星候選者。
運動學的研究表明五帝座一是被稱為IC 2391超星團相關的星協成員之一。這個群體的成員儘管不受彼此的引力約束，但所有的恆星都有大約一致的共同運動。這表明它們出生在同一個地點，也許最初形成的是一個疏散星團。在這個群組中的其它成員包括金魚增一（繪架座α）、南河二（小犬座β），和疏散星團IC 2391。已經確認的可能成員總數超過60顆。

## 在文化中
在占星術中，人們認為五帝座一預示著不幸和耻辱。

## 延伸閱讀
- Defrère, D.;  et al. . The Astronomical Journal. April 2021, 161 (4): 186. Bibcode:2021AJ....161..186D. S2CID 232135141. arXiv:2103.03268 . doi:10.3847/1538-3881/abe3ff . 186.
- Churcher, L. J.;  et al. . Monthly Notices of the Royal Astronomical Society. November 2011, 417 (3): 1715–1734. Bibcode:2011MNRAS.417.1715C. S2CID 73557018. arXiv:1107.0316 . doi:10.1111/j.1365-2966.2011.19341.x.
- Stock, Nathan D.;  et al. . The Astrophysical Journal. December 2010, 724 (2): 1238–1255. Bibcode:2010ApJ...724.1238S. S2CID 28349642. arXiv:1010.0003 . doi:10.1088/0004-637X/724/2/1238.
- Bartolini, C.;  et al. . Information Bulletin on Variable Stars. August 1981, 2010: 1. Bibcode:1981IBVS.2010....1B.

## 外部連結
- Kaler, Jim. . Stars. University of Illinois.   [2012-01-14]. （原始内容存档于2012-02-04）.